# Leptotheca boliviana
Leptotheca boliviana är en bladmossart som beskrevs av Theodor Carl Karl Julius Herzog 1916. Leptotheca boliviana ingår i släktet Leptotheca och familjen Rhizogoniaceae. Inga underarter finns listade i Catalogue of Life.